# هرس سرشاخه

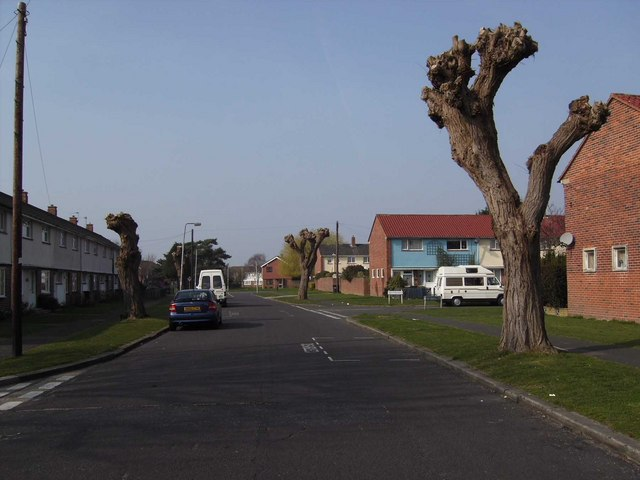
درخت هرس شده

هرس سرشاخه یا هرس سرشاخه‌زنی یا هرس سرشاخه درختان (به انگلیسی: Tree topping)، عملی است که در آن کل بالای درختان یا شاخه‌های بزرگ و/یا تنه از بالای درختان جدا می‌شوند، و شاخه‌های خرد یا کناری آن‌ها بسیار کوچک هستند که نمی‌توانند نقش یک رهبر پایانه را ایفا کنند. نام‌های رایج دیگر برای این تمرین عبارتند از: سربر کردن، گرد کردن و زدن نوک درختان. برخی از گونه‌های درختان نسبت به سایر گونه‌ها احتمال بهبودی پس از رویش را دارند. جایگزین‌هایی برای پوشش وجود دارد که می‌تواند برای رسیدن به هدف‌های مشابه بدون آسیب رساندن به درختان کمک کند.
هر ساله صدها درخت بزرگ سربر می‌شوند که باعث استرس و آسیب‌های ایمنی در آینده می‌شود. از طریق بررسی نشان داده شده‌است که دانش افراد متوسط دربارهٔ مراقبت از درخت محدود است.